# Cleisostoma longioperculatum
Cleisostoma longioperculatum är en orkidéart som beskrevs av Zhan Huo Tsi. Cleisostoma longioperculatum ingår i släktet Cleisostoma och familjen orkidéer. Inga underarter finns listade i Catalogue of Life.